# Nelson Proença
Nelson Luiz Proença Fernandes (Porto Alegre, 14 de agosto de 1950 — São Paulo, 18 de junho de 2022), foi um empresário brasileiro filiado ao Cidadania e afastado da política desde o fim do seu quinto mandato de deputado federal em fevereiro de 2011.

## Carreira
Foi subsecretário de Assuntos Comunitários da Presidência da República, no governo de José Sarney, entre 1986 a 1990. Em 1988, filiou-se ao Partido do Movimento Democrático Brasileiro (PMDB) e em outubro de 1990 se elegeu deputado federal pelo Rio Grande do Sul. Em setembro de 1992, votou a favor do impeachment do presidente Fernando Collor de Melo. Entre 1995 a 1999, assumiu três secretarias do governador Antônio Brito (PMDB).
Em setembro de 2001, fez parte de um setor do PMDB gaúcho que rompeu com o partido devido a disputas internas e por ser favorável a segunda candidatura presidencial e oposicionista de Ciro Gomes (PPS). O grupo — composto também pelo governador Antônio Brito, pelos deputados estaduais Berfran Rosado, Iara Wortmann, Mário Bernd, Paulo Odone e Cézar Busatto e pela vereadora Clenia Maranhão — foi para o Partido Popular Socialista (PPS).
Em agosto de 2003, votou a favor da Reforma da previdência do Governo Lula (PT). Em 2007, foi um dos secretários da governadora Yeda Crusius (PSDB), até pedir demissão no final do ano, em meio a crise enfrentada pelas investigações da Polícia Federal sobre supostas irregularidades cometidas na campanha eleitoral da governadora.
Em março de 2020, criticou a gestão do presidente Jair Bolsonaro durante o início da Pandemia de COVID-19 no Brasil.
Morreu no dia 18 de junho de 2022, aos 71 anos, em São Paulo, vítima da COVID-19.